# Pernik
Pernik (bulharsky Перник) je město v západním Bulharsku (asi 30 km jihozápadně od Sofie) a má okolo 80 tisíc obyvatel. Je hlavním městem Pernické oblasti a leží na obou březích řeky Struma v Pernickém údolí mezi horami Viskjar, Ljulin, Vitoša a Golo Bărdo a dalšími. Pernik byl po několik desetiletí energetickým srdcem Bulharska. Městským svátkem je od osmdesátých let 19. říjen.

## Historie
Oblast byla osídlena před 8 000 lety a první osídlení v místě je vykopávkami doloženo z 6. tisíciletí př. n. l.. V historické době oblast osídlili Thrákové a jejich kmen Agriáni si zde založil hlavní město, které se jmenovalo Adeva, jak zaznamenal Thúkydidés v souvislosti s tažením krále Sitalka proti Makedoncům v roce 429 př. n. l. Na jeho místě se nalézají i pozůstatky římského osídlení a zejména několika kostelů z pozdní antiky.
Začátkem 9. století se Pernik stal součástí Bulharské říše jako vojenská pevnost. Název Pernik se pravděpodobně skládá ze jména slovanského boha Peruna a přípony -nik (nebo -ik) a je poprvé zmíněno právě v 9. století. Středověké město bylo během válek mezi bulharským carem Samuelem a Byzantskou říší v 11. století významnou pevností. V té době bylo kontrolováno zdejším šlechticem Krakrou Pernickým, který odrazil mnoho byzantských obléhání. Město si udrželo svoje postavení až do roku 1396, kdy se stalo součástí Osmanské říše. Kvůli ztrátě vojenského významu přestalo město být i správní centrem. Na druhé straně nepřítomnost Turků v oblasti umožnila obyvatelům udržovat blahobyt, zejména proto, že v prvních stoletích osmanské nadvlády mělo statut vojnuků a bylo tak osvobozeno od některých daní. V souvislosti s tím se zejména rozvinulo pastevectví. Podle českého historika Konstantina Jirečka zde během velké turecké války v roce 1690 hrabě Schenkendorf zrekvíroval přes 7 000 kusů dobytka. Tato katastrofa nesmírně postihla místní hospodářství. V souvislosti s plánováním železnice zde v roce 1869 rakouský geolog Ferdinand Hochsteter objevil ložisko uhlí. Poprvé ho využila italská komise, která v roce 1873 vyměřovala trasu železnice Sofie-Kjustendil.
Po rusko-turecké válce se obec stala součástí Bulharského knížectví. Osvobození ho zastihlo jako malé zemědělské a pastevecké sídlo se zhruba 1 000 obyvateli. Výjimečnou příležitostí pro budoucí rozvoj obce byla naleziště uhlí v Pernické kotlině. První pokusy o jeho využití proběhly v už roce 1879, ale selhaly kvůli nedostatku kvalifikovaných sil. Průzkum ložisek byl prováděn v roce 1891. Povolení k zahájení těžby vydalo ministerstvo financí a 17. srpna 1891 byly 114 pracovníky zahájeny ražby na dvou místech. Do konce roku se vytěžilo 8 429 tun uhlí. Počátek hornického města Pernik je spojen s výstavbou prvních hornických čtvrtí na terasách řeky Strumy a za svůj prudký rozvoj ve 20. století vděčí uhelným dolům a těžkému průmyslu. Mezi lety 1892 a 1926 Pernik vykazoval největší přírůstek obyvatel v Bulharsku, a to z 1 413 na 12 296. V roce 1893 bylo zprovozněno nádraží a v roce 1895 byla poprvé v Bulharsku použila elektřina ke svícení, a to při montáži třídičky uhlí. Zároveň s tím se rozvíjelo těžké strojírenství se zaměřením na hornictví. V letech 1910 až 1920 byl vybudován hornický kostel. V roce 1918 byla zprovozněna uhelná elektrárna s napětím 3 000 V a v roce 1929 další dvojnásobná, což umožnilo zahájit elektrifikaci Perniku a okolních vesnic. Rychlým tempem rostla infrastruktura (kanalizace a vodovod), výstavba budov pro veřejnou obecní správu, řízení těžebního průmyslu a i obytné čtvrti (Engineering, Monte-Carlo, Tvǎrdi livadi). V roce 1919 bylo otevřeno divadlo, vznikaly osvětové a zemědělské společnosti. V roce 1925 byla zřízena hygienická služba a také profesionální hasičský sbor. 26. června 1929 byl Pernik prohlášen Borisem III. za město.
Ve třicátých letech byly otevřeny další průmyslové podniky – závod na výrobu plochého a dutého skla, válcovna kovů vybavená elektrickými pecemi, továrna na sušení ovoce a zeleniny, která zůstala až do roku 1951 jedinou továrnou na pektin na Balkáně. V roce 1932 byla postavena budova báňského úřadu, jejíž chodby jsou zdobeny českými dekorativními dlaždicemi. Za komunismu byl Pernik mezi lety 1949 a 1962 nazýván Dimitrovo po bulharském komunistickém představiteli Georgim Dimitrovovi. V oněch letech pokračoval průmyslový rozvoj města – strojnické důlní dílny se v roce 1948 přeměnily na strojírenskou továrnu, v letech 1950 až 1970 byla vybodována nová tepelná elektrárna, ocelárna, továrny na usměrňovače, svařovací stroje, feromagnety, speciální ocelové profily. V roce 1957 byl otevřen Palác kultury, v roce 1968 městský obchodní dům a v roce 1978 nová budova místní správy. 22. května 2012 bylo město postiženo zemětřesením s magnitudem 5,8 s epicentrem vzdáleným 5 km severozápadně od centra.

## Životní prostředí
Podle zprávy Evropské agentury pro životní prostředí o stavu ovzduší v Evropě zveřejněné v říjnu 2013 je ovzduší v Perniku vůbec nejvíce znečištěné, společně s dalším bulharským městem Plovdiv.

## Zajímavosti
Každý leden se zde koná mezinárodní festival maškarních her Surva. Pernik má dva fotbalové týmy - PFC Miňor Pernik a FC Metalurg.

## Galerie

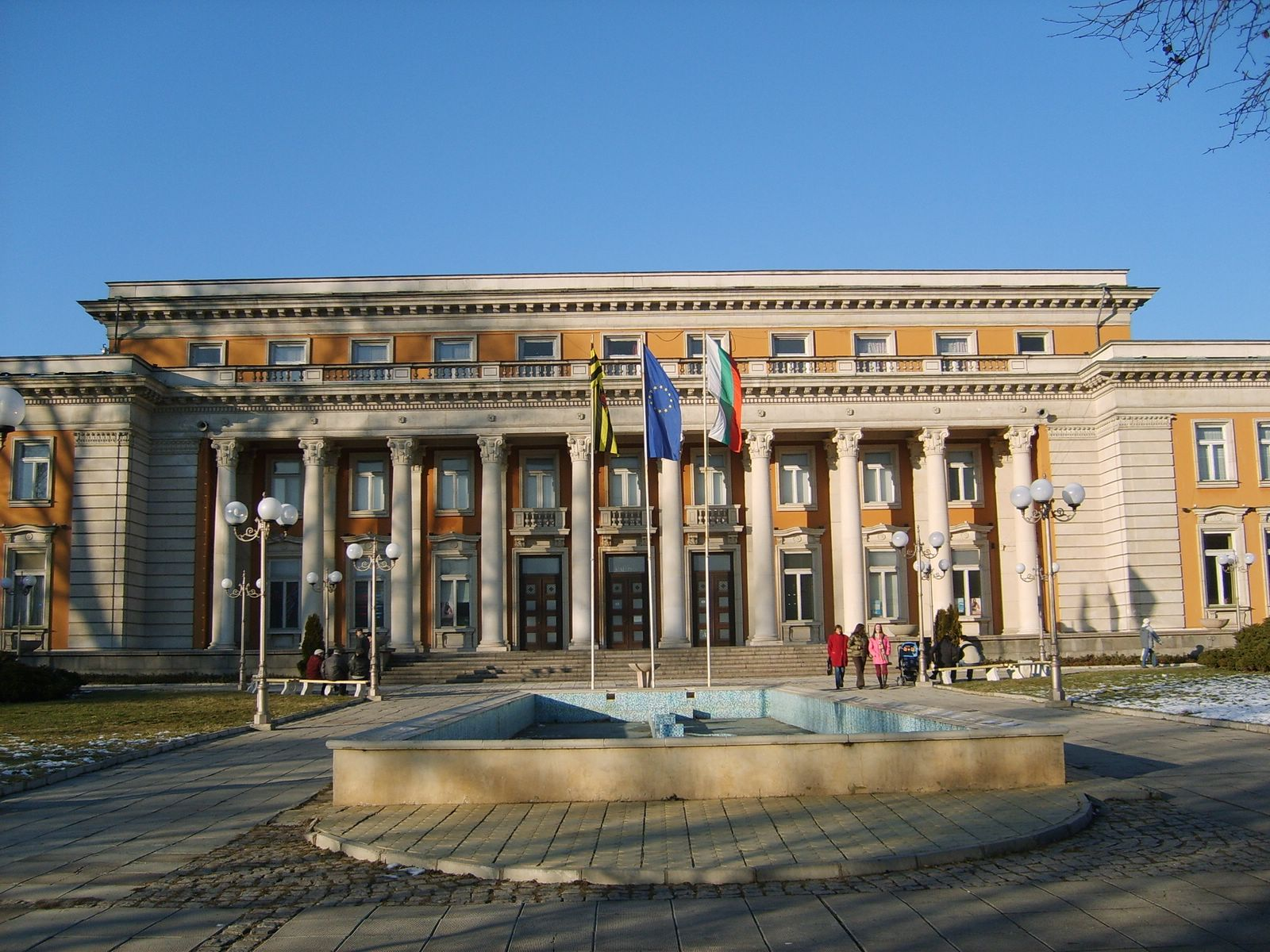
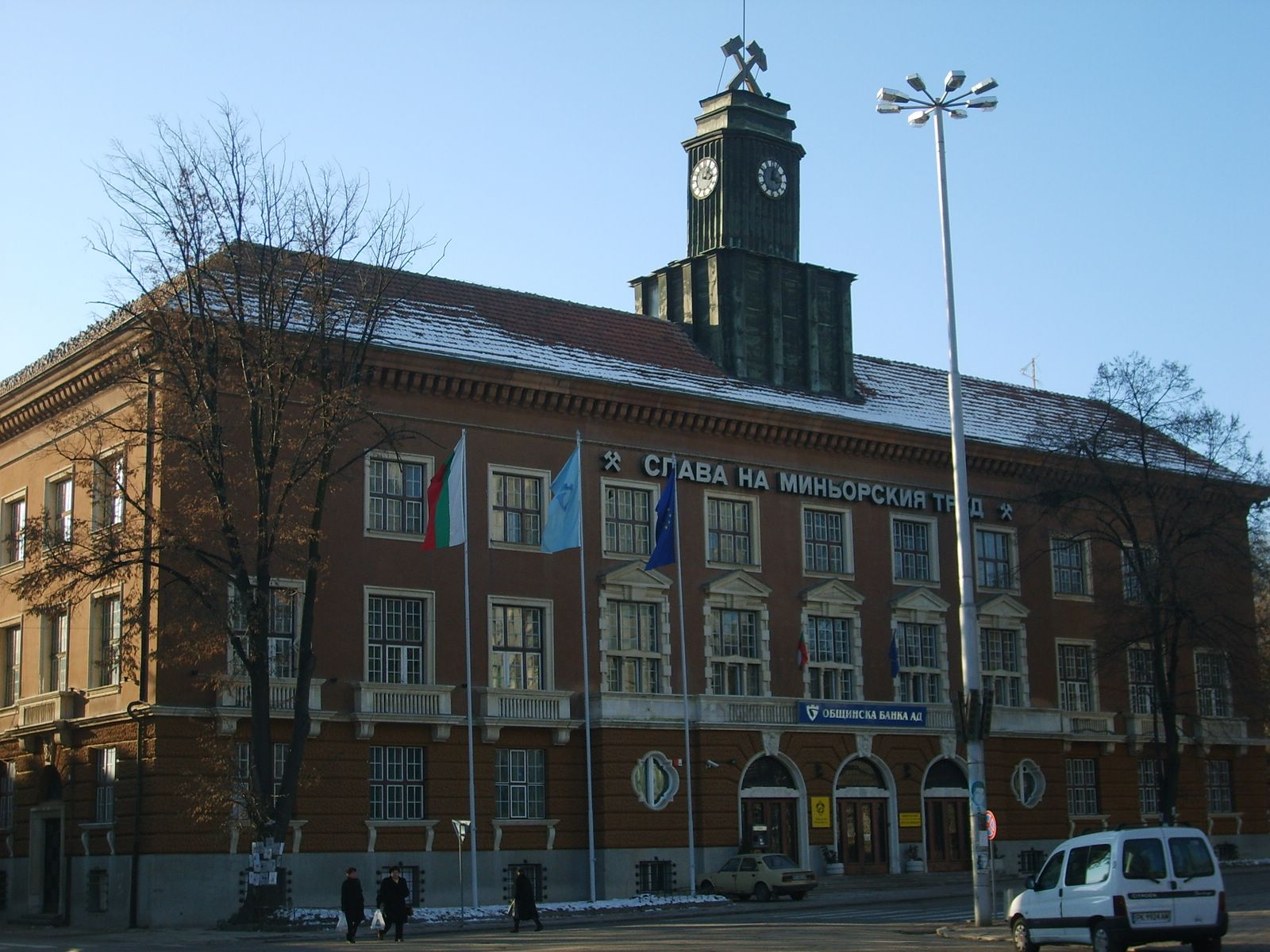
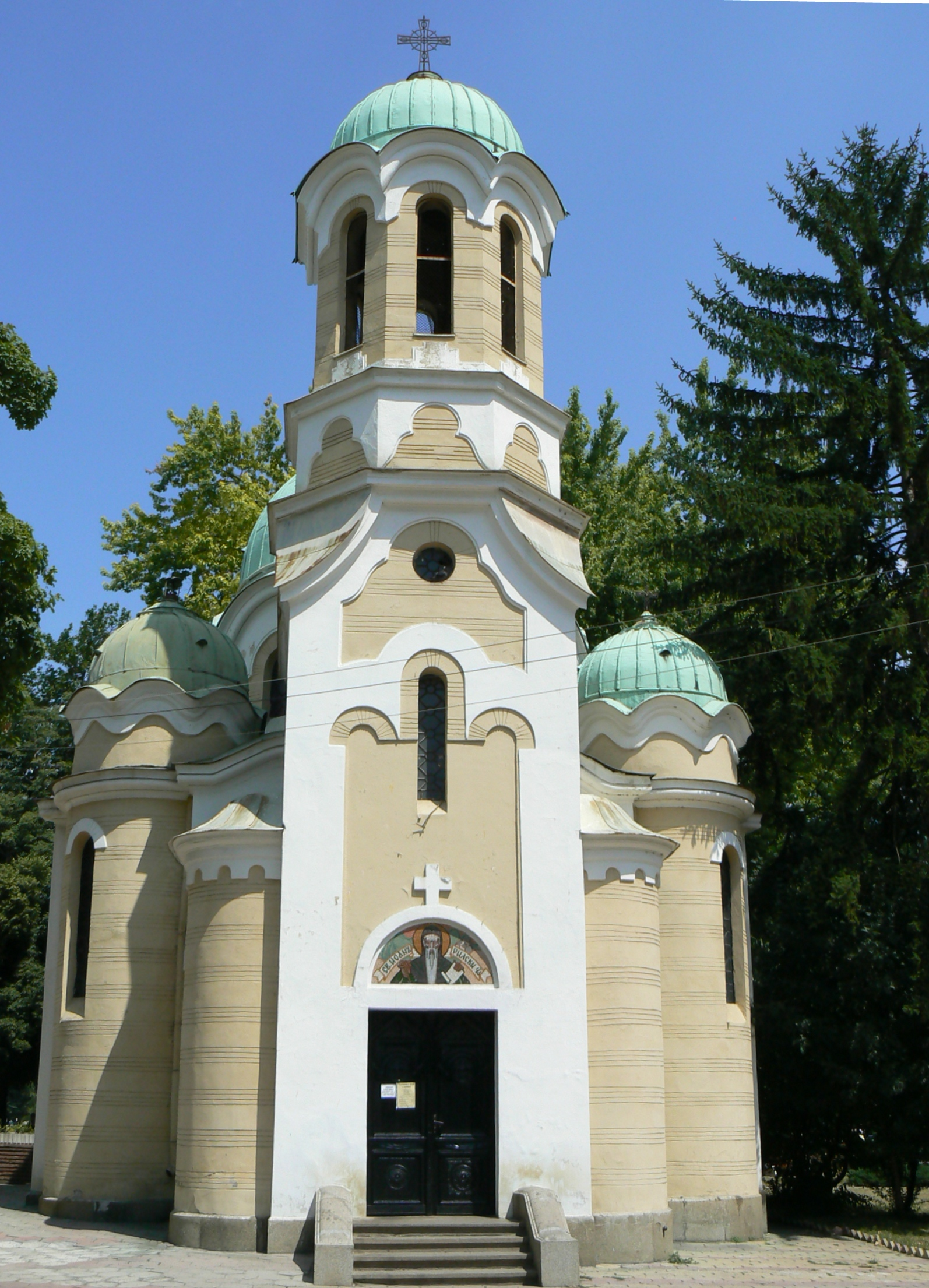
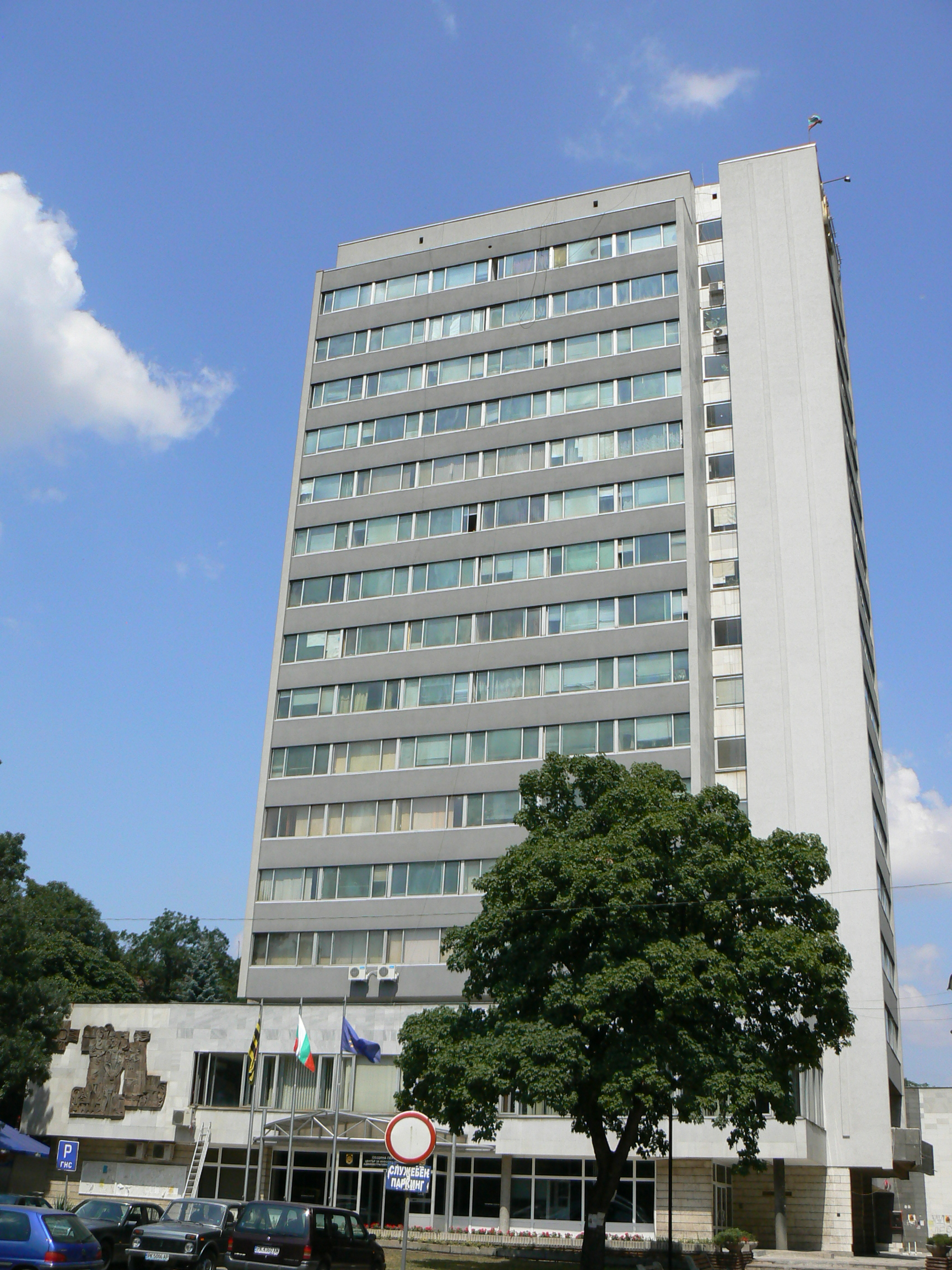

## Obyvatelstvo
Ve městě žije 75 921 obyvatel a je zde trvale hlášeno 83 829 obyvatel. Podle sčítání 1. února 2011 bylo národnostní složení následující:
- Bulhaři: 88 831 (97.4 %)
- Romové: 1 781 (2.0 %)
- Turci: 176 (0.2 %)
- ostatní: 458 (0.5 %)

## Partnerská města
- Aarhus, Dánsko
- Caen, Francie
- Cardiff, Wales
- Graz, Rakousko
- Heraklion, Řecko
- Košice, Slovensko
- Lausanne Švýcarsko
- Las Vegas, USA
- Lublin, Polsko
- Luhansk, Ukrajina
- Lublaň, Slovinsko
- Magdeburk, Německo
- Miláno, Itálie
- Obrenovac, Srbsko
- Ostrava, Česko
- Pardubice, Česko
- Skopje, Severní Makedonie
- Split, Chorvatsko
- Tuzla, Bosna a Hercegovina